# Myrna Loy
Pour les articles homonymes, voir Loy.
Myrna Loy est une actrice américaine, née Myrna Adele Williams le 2 août 1905 à Radersburg (en) (Montana, près d'Helena) et morte le 14 décembre 1993 à New York. Elle fut surnommée « la reine de Hollywood » ou encore « l'épouse idéale » durant les années 1930. Elle fut à cette époque un modèle féminin. Débutant dans des rôles de séductrices, elle se dirigea progressivement vers la comédie romantique en compagnie de William Powell.

## Biographie

### Enfance et débuts
Myrna Loy,,,,, surnommée la « Reine du cinéma » (en anglais : The Queen of the Movies), est la fille d'Adelle Mae (née Johnson) et de David Franklin Williams. Son père la prénomme Myrna en référence au nom d'une gare qui lui plut. Il est banquier, promoteur immobilier et également un élu républicain de l'État du Montana. Sa mère, de sensibilité démocrate, a étudié la musique au Conservatoire américain de musique (en) de Chicago mais se consacre pleinement à l'éducation de Myrna et de son frère David,. Ses grands-parents maternels étaient originaires de Suède et d'Écosse. Son grand-père paternel, David Thomas Williams, d'origine galloise et émigré de Liverpool, s'établit dans le Montana en devenant propriétaire d'un ranch.
Loy passe son enfance à Radesburg dans le Montana avant de suivre sa mère qui doit se rendre en Californie, durant l'hiver 1912, pour soigner une pneumonie. Elle revient dans le Montana après la guérison de sa mère. Elle grandit dans le ranch familial jusqu'en 1918, année du décès de son père dû à la grippe espagnole,, la famille déménage alors à Culver City dans la banlieue de Los Angeles. Myrna Williams fait ses études secondaires à la Harvard-Westlake School (en) de Holmby Hills (Los Angeles), une école pour filles de 1918 à 1920, puis sa mère, pour des raisons financières l'inscrit ensuite à la Venice High School (en) de Los Angeles, contre l'avis de ses professeurs d'art, d'où elle sort diplômée en 1923.
Parallèlement à ses études, elle suit des cours de piano, de danse et d'art dramatique.
Dès l'âge de 12 ans, elle apparaît sur scène en tant que danseuse dans des petites pièces locales, comme dans une opérette intitulée Blue Bird,, et notamment au Marlow Theatre d'Helena.
En 1921, elle pose pour la réalisation d'une statue sculptée par Harry Fielding Winebrenner,, son professeur d'art plastique, pour orner l'entrée de la Venice High School. La statue est vandalisée à plusieurs reprises. Elle est restaurée en 2010, grâce à une collecte de fonds.

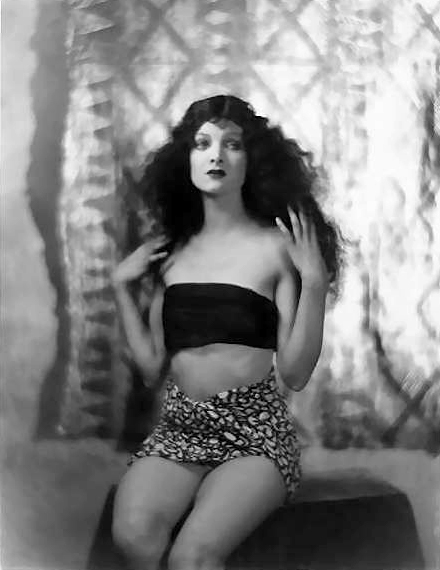
Myrna Loy, un rôle exotique dans Marquita l'espionne en 1926

Après ses études secondaires, elle travaille en donnant des cours de danse à des enfants pour aider financièrement sa famille. En regardant la pièce Thy will be done, elle découvre la comédienne Eleonora Duse qui lui servira de modèle pour son futur jeu d'actrice. Pour compléter ses revenus, elle fait ses débuts dans le monde du spectacle au Grauman's Egyptian Theatre d'Hollywood, comme danseuse. C'est là que le photographe Henry Waxman la remarque et en parle à Rudolph Valentino. Ce dernier envoie sa femme Natacha Rambova pour lui faire faire des essais ; elle lui donne son premier rôle au cinéma comme figurante dans Les Feux de la rampe, aux côtés de Joan Crawford, elle-même débutante. Les deux femmes se lieront d'amitié. Natacha Rambova la sélectionne également dans un petit rôle pour What Price Beauty? (en). C'est à cette époque, qu'elle pense à prendre un nom de scène pour se différencier des nombreux Williams. L'écrivain et scénariste George Carroll Sims alias Paul Ruric alias Paul Cain lui propose le nom de Myrna Loy, en référence à la poétesse Mina Loy. L'un de ses amis, poète, Peter Rarick abonde dans ce sens, arguant que le nom de Williams ne convient pas pour les rôles exotiques qu'elle doit interpréter,,.
Dans les années qui suivent, Myrna Loy enchaîne les petits rôles dans des films réalisés par Raoul Walsh, Maurice Tourneur, Fred Niblo, Josef von Sternberg, Ernst Lubitsch, Michael Curtiz, etc. De la période muette jusqu’au début du parlant, Myrna Loy est confinée dans des rôles de vamps asiatiques comme Le Masque d'or ou encore Treize femmes, ou à des rôles de femmes fatales comme The Animal Kingdom. D'autres films plus orientaux comme La Garde noire de John Ford en 1929.
Elle commence sa carrière dans le cinéma parlant par un petit rôle dans Le Chanteur de jazz en 1927.

### Les années 1930

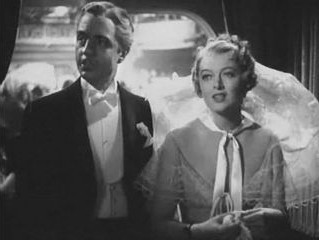
William Powell et Myrna Loy, le couple idéal d'Hollywood, dans Le Grand Ziegfeld (1936).

Au début des années 1930, la carrière cinématographique de Myrna Loy est prolifique. À noter Sous le ciel du Texas de Michael Curtiz, Arrowsmith de John Ford, Vol de nuit de Clarence Brown, Un cœur, deux poings avec les champions du monde de boxe Max Baer, Primo Carnera, et Jack Dempsey, Topaze, adaptation de la pièce française de Marcel Pagnol, ou encore La Course de Broadway Bill de Frank Capra. Mais une femme troubla la fête lui permet d'effectuer ses débuts avec la MGM, firme où elle restera treize ans.
En 1934, Myrna Loy obtient un rôle important dans L'Ennemi public no 1, aux côtés de Clark Gable et William Powell. Le gangster John Dillinger, qui est un admirateur de Loy, est abattu après avoir vu le film au Biograph Theater, à Chicago. Le gangster qui était amoureux d'elle rêvait de la rencontrer, ce qui l'amena à baisser sa garde. Myrna Loy, discrètement fascinée par Dillinger et tentée de le rencontrer clandestinement, fait part de sa compassion après sa mort,,. La même année, elle est encore opposée à Clark Gable dans Les Hommes en blanc. Un soir alors que l'acteur la raccompagne chez elle en voiture, il essaie de l'embrasser alors que sa femme Ria est à proximité. Myrna Loy repousse ses avances. Le film qui a pour thème l'avortement - sujet tabou pour l'époque - est dénoncé par la Ligue pour la Vertu. De nombreuses coupes sont effectuées lors du montage final.
À cette époque, Myrna Loy est l'objet du désir de quelques acteurs d'Hollywood. John Barrymore qui fut son partenaire dans Topaze lui fait la cour en vain. Cas identique pour Clark Gable. C'est, ensuite, le tour de Leslie Howard dans The Animal Kingdom. Ce film lui permet de rompre avec ses rôles de vamp et de s'orienter vers des personnages sophistiqués. Durant le tournage du film en 1933 Le Chant du Nil, elle se lie d'amitié avec Ramón Novarro. Leur entente est si parfaite en dehors du tournage que les tabloïds et les studios croient qu'ils ont une liaison, ce qui est improbable en raison de l'homosexualité de Novarro. La production met tout en œuvre pour tenter d'unir les deux acteurs avant de renoncer face à leurs protestations. Dans la foulée, elle rencontre Titanic Thompson (en), joueur de golf professionnel et flambeur à la réputation sulfureuse ; elle sort avec lui secrètement.

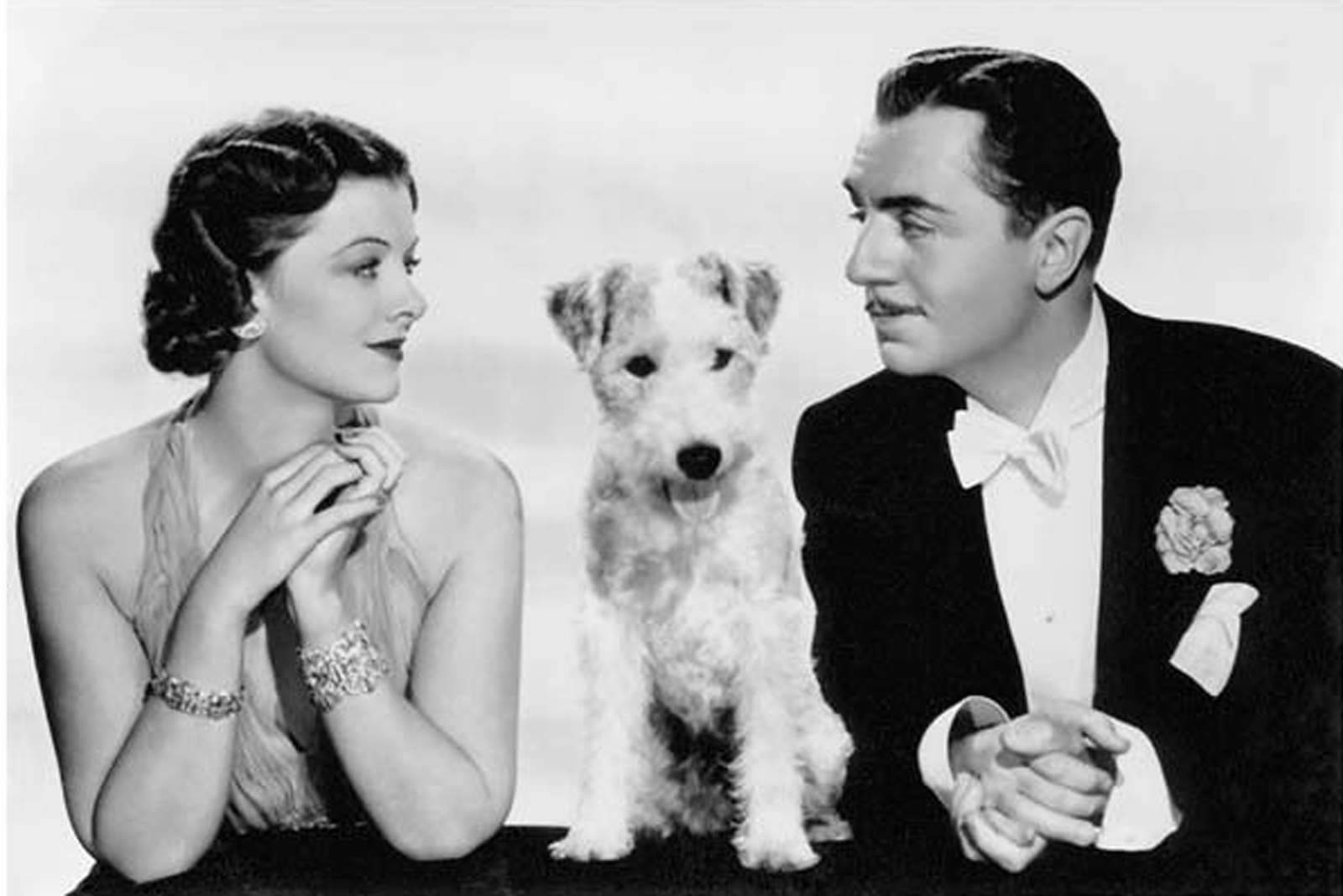
Myrna Loy, William Powell et le chien Asta dans L'Introuvable

Myrna Loy est engagée dans le rôle de Nora Charles dans L'Introuvable — titre original The Thin Man, d'après un roman de Dashiell Hammett — toujours en 1934. Le réalisateur W. S. Van Dyke la retient après avoir remarqué en elle un sens de l'humour que ses films précédents n'avaient pas révélé. Lors d'une réception à Hollywood, il la pousse dans une piscine pour tester sa réaction et est surpris de sa réaction plutôt joyeuse. Il estime qu'elle possède exactement les qualités nécessaires pour le rôle malgré les réticences de Louis B. Mayer qui ne voit en elle qu'une actrice orientée vers des rôles dramatiques. Le film est un succès immense au box-office d’Hollywood, et fut nommé pour l'Oscar du meilleur film. La série des Thin Man donne lieu à cinq autres films avec les deux acteurs. La critique loue le talent de Myrna Loy dans le registre de la comédie. Elle déclare : « Ce film m'a apporté la consécration après avoir joué dans 80 films !». Elle et son partenaire William Powell forment un des couples les plus populaires à l’écran et apparaissent ensemble dans quatorze films. Leur complicité à l'écran est tel que le public croit qu'ils sont réellement mariés. Se liant d'amitié avec l'acteur, elle dira à son propos : « Nous nous ressemblions trop pour avoir une quelconque romance ensemble !». Le duo se reforme dans Le Témoin imprévu dans un registre dramatique. Elle enchaîne ensuite avec La Course de Broadway Bill, toujours la même année, de Frank Capra. Avec L'Espionne Fräulein Doktor, elle interprète pour la dernière fois un rôle d'espionne et de séductrice, inspiré de Mata Hari,. Dès lors, elle acquiert une notoriété grâce à son statut d'épouse idéale de Hollywood. Dans la foulée, elle refuse un projet de Louis B. Mayer : New York-Miami aux côtés de Clark Gable.

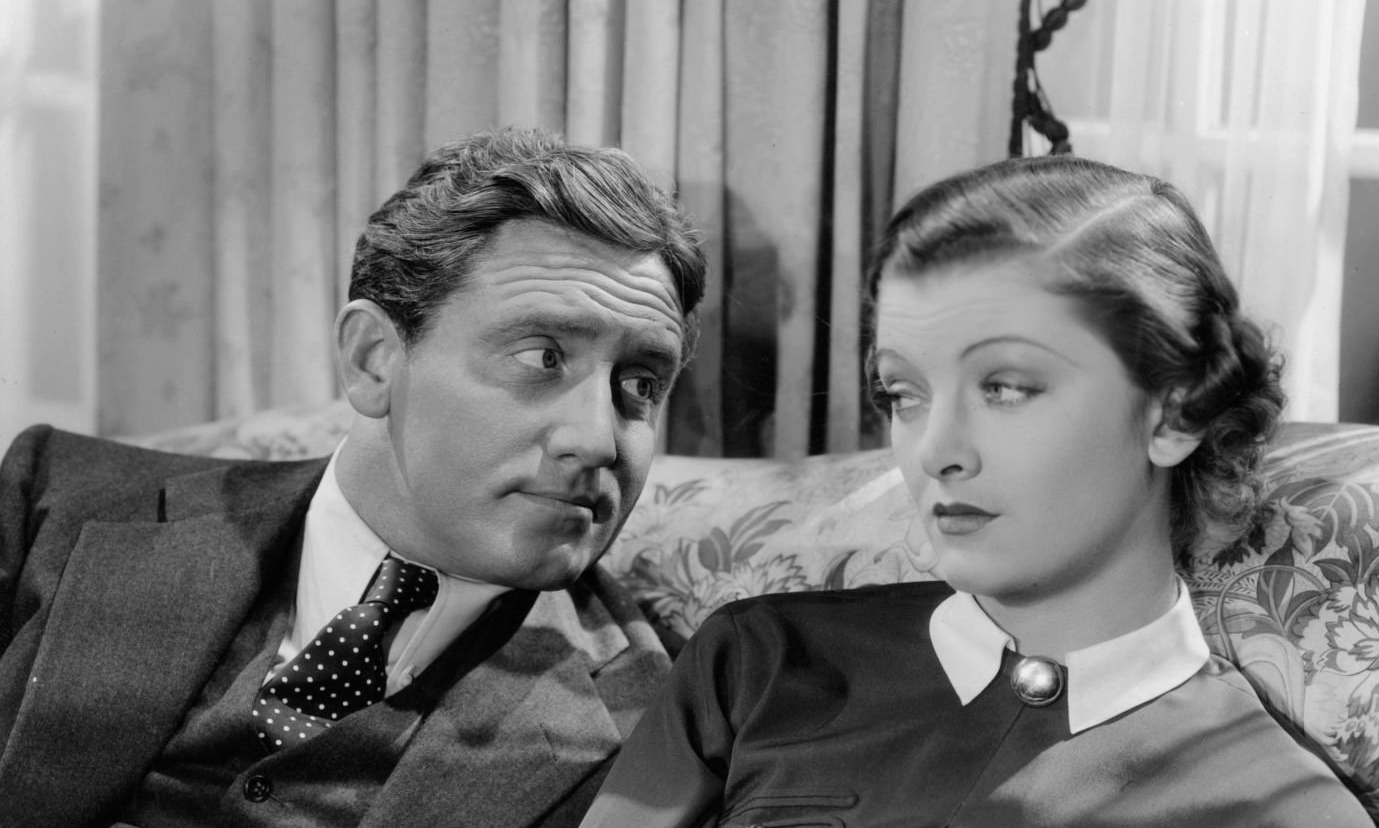
Myrna Loy avec son amant Spencer Tracy, dans On a volé les perles Koronoff (1935)

Durant l'année 1935, elle a quelques conflits avec la MGM pour cause d'exigence salariale. Un projet de film avec William Powell échoue pour des raisons salariales. Elle fait un séjour en Europe et ne revient que pour tourner deux films : Les Ailes dans l'ombre avec Cary Grant, film produit par Arthur Hornblow Jr, qu'elle épousera l'année suivante ; et On a volé les perles Koronoff, dont le tournage est mouvementé pour elle. Le chef-opérateur tourne une scène où elle apparaît sans maquillage, les cheveux hirsutes à cause du conflit précédent. Finalement, la scène est coupée au montage. Ensuite son partenaire Spencer Tracy — qui est tombé sous son charme — court après elle en dehors du tournage. Elle se montre hermétique avant de céder à ses avances. Toutefois, pour éviter un scandale, les amants cachent habilement la liaison qui est sérieuse. Spencer Tracy est follement amoureux de Myrna Loy comme il l'avait été auparavant avec l'actrice Loretta Young ; la liaison cesse à la fin du tournage,.

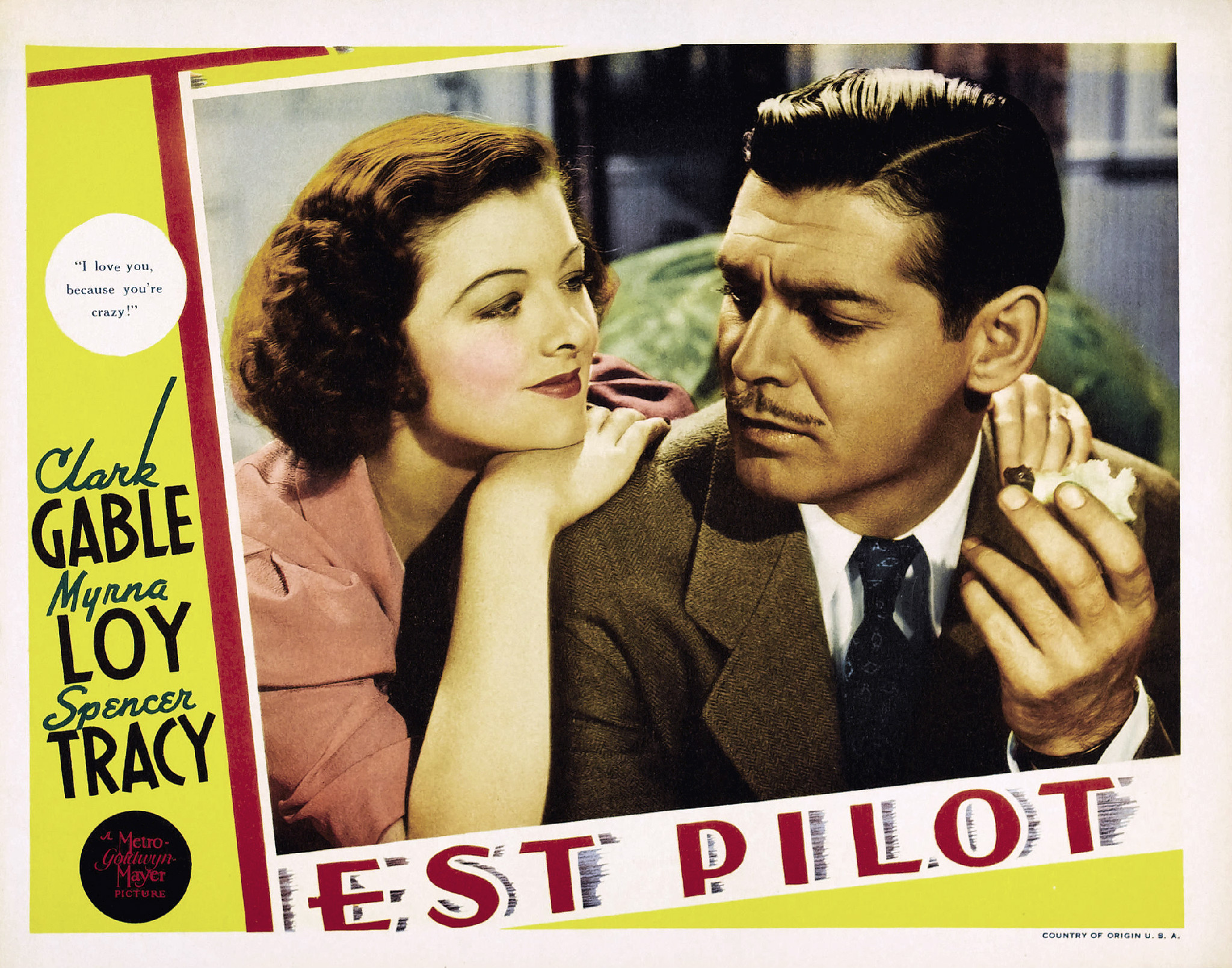
Pilote d'essai (1938) avec Clark Gable.

Elle retrouve le chemin du succès avec Le Grand Ziegfeld (1936), où elle excelle dans le rôle de Billie Burke aux côtés de William Powell. Dans la foulée, elle enchaîne avec Une femme qui tombe du ciel et Une fine mouche où la production met en avant une affiche prestigieuse « Myrna Loy-William Powell-Spencer Tracy-Jean Harlow ». Un tournage estival et détendu, entre amis, qui lui permet de faire face, une fois de plus, à son partenaire fétiche William Powell et Jean Harlow. Spencer Tracy, toujours amoureux de l'actrice qui s'est mariée quelques semaines auparavant avec Arthur Hornblow Jr, court après elle. L'actrice cède une nouvelle fois à ses avances. Durant le tournage, Myrna Loy a avec Spencer Tracy une liaison qui sera torride. Publiquement, les deux partenaires se raillent pour ne pas attirer l'attention de Hornblow qui a épousé l'actrice quelques semaines auparavant, profitant aussi des lumières braquées sur l'autre couple Jean Harlow-William Powell. Arthur Hornblow Jr, qui est l'objet de la raillerie de la part de Spencer Tracy, qui répète« Je déteste Hornblow », ignore jusqu'au bout les infidélités de Myrna Loy qui doit par la même occasion faire face à la présence constante de son amant à ses côtés durant le tournage. Une fois dans l'intimité dans sa chambre d'hôtel, Loy subit sa jalousie et son alcoolisme. Le film est un immense succès, obtenant 2,7 millions de dollars au box-office et une nomination aux Oscars ,,,,,,.

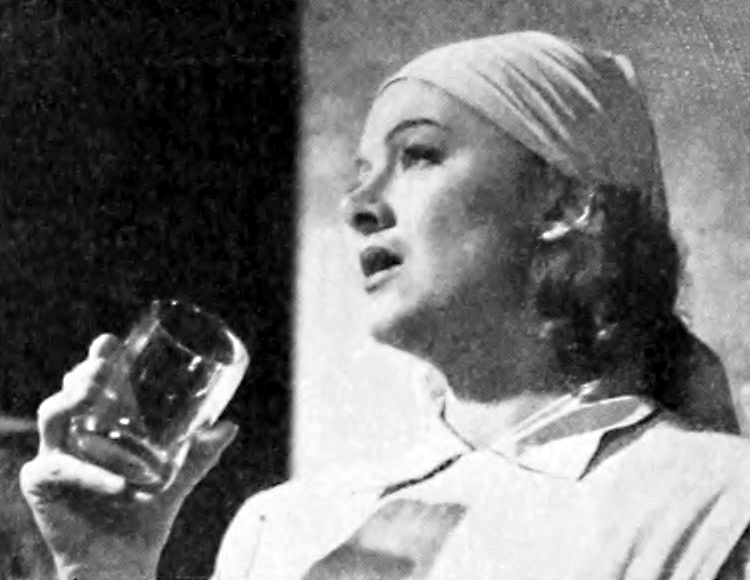
Myrna Loy dans un rôle dramatique, La Mousson (1939)

Elle retrouve Clark Gable dans un drame historique (La Vie privée du tribun) qui est l'une de ses rares incursions dans le film à costumes, un drame (Pilote d'essai) et deux comédies Un Envoyé très spécial - qui marque la fin de sa collaboration avec l'acteur - et Sa femme et sa secrétaire où elle est opposée pour la première fois à Jean Harlow. Les deux femmes se lient d'amitié. C'est dans ce registre qu'elle s'affirme davantage grâce à des films comme Mariage double, ou encore Man-Proof aux côtés de Rosalind Russell et Franchot Tone. Myrna Loy, à cette époque, figure parmi les actrices les mieux payées d'Hollywood.
En parallèle, elle poursuit la série des Thin Man avec William Powell : Nick, gentleman détective, Nick joue et gagne et Rendez-vous avec la mort. Elle n'oublie pas le registre dramatique avec La Mousson aux côtés de Tyrone Power. Durant le tournage de ce film, elle manque de se tuer alors qu'elle tourne une scène sur un cheval. Elle est approchée pour jouer dans Autant en emporte le vent en 1939 mais n'est finalement pas retenue. Elle revient à la comédie dans Lucky Night (1939) aux côtés de Robert Taylor, sa seule collaboration avec l'acteur.

### La guerre
Après trois comédies romantiques, Monsieur Wilson perd la tête, Third Finger, Left Hand et Folie Douce, Myrna Loy met sa carrière entre parenthèses pour apporter sa contribution à l’effort de guerre. Elle accepte toutefois de tourner un dernier film de la série des Thin man L'Ombre de l'Introuvable, choix qu'elle regrette par la suite, trouvant le film terne. À l'instar d'un grand nombre de personnalités de Hollywood, elle manifeste publiquement son dégoût du régime nazi, ce qui lui vaut de figurer sur la liste noire d’Hitler et de voir ses films interdits en Allemagne. Elle s'implique également aux côtés de la Croix Rouge. Elle prend l'uniforme militaire et participe à la collecte de fonds pour soutenir des Navals Auxiliary Canteen, qui assuraient des moments de détente aux soldats éprouvés par la guerre. Elle parvient à convaincre certains acteurs à verser une contribution mensuelle de 10 dollars à l'effort de guerre. Elle participe également à la mise en place de programmes de divertissement au sein des hôpitaux militaires américains. Elle est également l'actrice préférée du président Franklin D. Roosevelt et se lie d'amitié avec Eleanor Roosevelt.
Entre-temps, elle divorce d'Arthur Hornblow Jr., en 1942, après six ans de vie commune. Elle évoque une « cruauté mentale » de sa part. Elle fréquente durant une très courte période l'acteur autrichien Helmut Dantine et tente de renouer avec Spencer Tracy à l'occasion d'une visite qu'elle lui rend sur le tournage de Tortilla Flat, à la suite d'un appel de Benny Thau qui comptait sur elle pour canaliser l'acteur. La relation tourne court car l'acteur venait de rencontrer Katharine Hepburn, affirmant « Tu n'as plus de souci à te faire pour moi, j'ai trouvé la femme que je voulais », en dépit de son amour pour Myrna Loy qu'il était tenté d'épouser comme il le fit avec Loretta Young précédemment avant de changer d'avis,. Bien que discrète sur cette question, Myrna Loy se confia à la journaliste Clémentine James plusieurs années plus tard et avoua avoir été éperdument amoureuse de Spencer Tracy, laissant entendre qu'elle aurait pu s'engager davantage vis-à-vis de son amant,. À la fin des années 80, lors d'un entretien téléphonique confidentiel avec le cinéaste éducateur Alan Greenberg, elle déclara qu'elle aurait voulu être en couple avec lui :« J'aime Spence, il était tel qu'il était dans les films. C'était Spencer et je l'aimais. Il était adorable, c'était un formidable acteur. J'ai appris beaucoup de lui. Vous savez, nous avons tous des sentiments naturels sur des choses comme celles-ci et j'aimais profondément Spence. Je l'aimais, je l'aimais vraiment. Je l'aimais. Je veux dire... j'étais folle amoureuse de lui mais elle [Katharine Hepburn], s'est mise sur mon chemin. ». Elle épouse John Hertz Jr. qui la bat. Elle divorcera en 1944.

### L'après-guerre

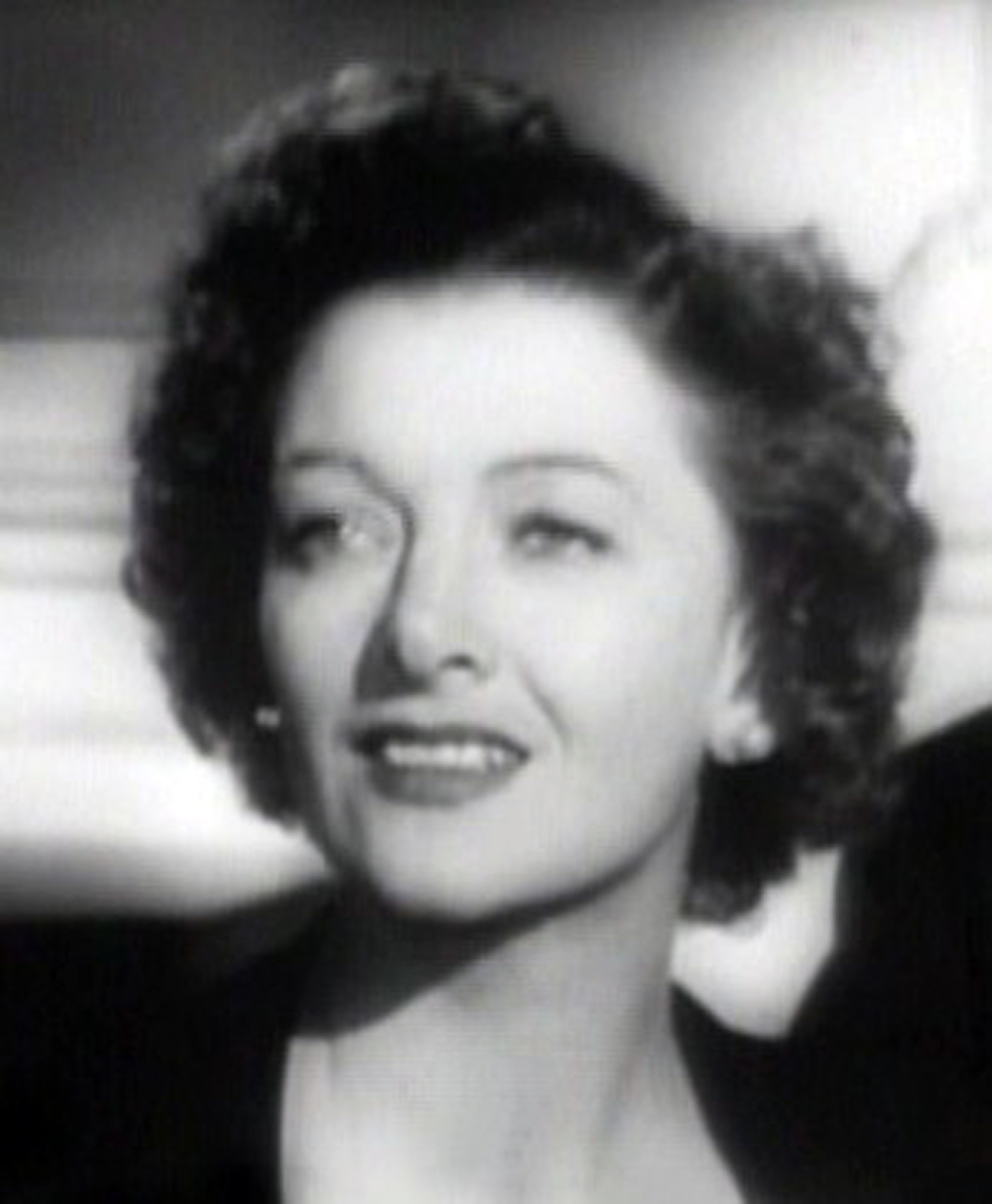
Myrna Loy dans Les Plus Belles Années de notre vie (1946) qui ne lui rapporte aucun Oscar.

En 1944, elle fait son retour au cinéma avec L'introuvable rentre chez lui, et joue deux ans plus tard aux côtés de Fredric March dans le mythique Les Plus Belles Années de notre vie où elle interprète le rôle de l'épouse d'un militaire qui doit se réadapter à la vie civile après la guerre. Elle se montre réticente à l'idée de renouer avec le rôle de l'épouse idéale avant de changer d'avis après une discussion avec Samuel Goldwyn. Le film engrange un succès de 10,2 millions de dollars aux Etats-Unis et au Canada. Il deviendra le plus gros succès des années 40 aux Etats-Unis,. Elle ne gagne aucun Oscar alors que le film en obtient dix. Toutefois, elle remporte le prix de la meilleure actrice lors du festival de Bruxelles ,,. En 1945, Myrna Loy est sollicitée pour jouer dans Le Maître de la prairie aux côtés de Spencer Tracy. Le projet, mis en chantier en 1939 pour les deux acteurs mais interrompu à cause de la guerre, est repris par la MGM. Elle affiche son enthousiasme pour un rôle dramatique qui est à l'opposé du personnage de l'épouse idéale qu'elle interprétait souvent : « C'est un western avec une histoire de pionniers, comme mon propre contexte. C'est le genre de rôle que j'ai toujours voulu jouer ». Malgré l'aggravation de l'alcoolisme de Spencer Tracy, Myrna Loy s'apprête à reprendre clandestinement sa liaison avec son amant mais finalement Katharine Hepburn est retenue pour un projet concrétisé en 1947 et qui sera renié par le cinéaste Elia Kazan,,. Elle est envisagée pour tenir le rôle principal dans Le Roman de Mildred Pierce, un drame, mais c'est Joan Crawford qui est retenue. En 1946, elle épouse le scénariste-producteur Gene Markey, des noces discrètes dans une chapelle de Terminal Island, union qui aboutit à un nouveau divorce en 1950 .

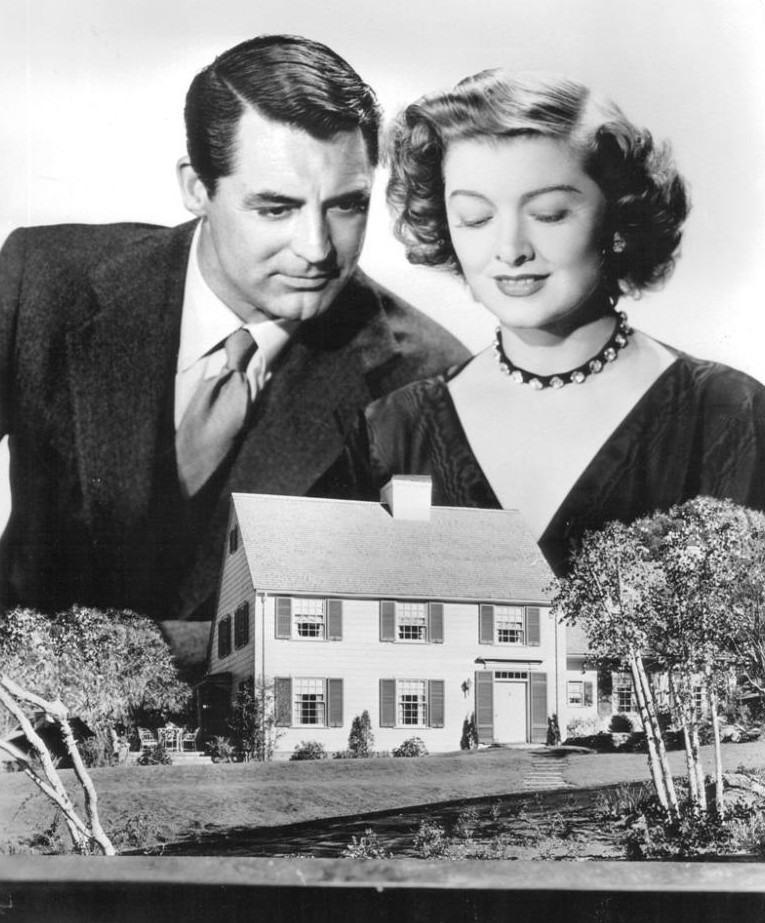
Myrna Loy avec Cary Grant dans Un million clé en main (1948)

En 1947, elle apparaît pour la dernière fois aux côtés de William Powell dans Meurtre en musique, dernier volet de la série des Thin man qu'elle juge décevant. Elle conserve son amitié pour l'acteur William Powell jusqu'à sa mort. Après avoir résilié son contrat avec la MGM, elle s'engage auprès des studios indépendants, mettant ainsi un terme à une longue collaboration avec la firme . Myrna Loy, autant irritée par l'attitude de la MGM à son égard avec son éviction du projet Le Maître de la prairie que par son échec sentimental avec Spencer Tracy, écrira en 1987 dans son autobiographie sur sa rupture avec la compagnie : « Après treize années passées à la MGM, j'étais résolue à mettre un terme à mon contrat avant son expiration....Je voulais partir avant qu'ils ne m'achèvent...La Metro ne me voulait que pour un film de la série des Thin man ou pour une farce maritale avec Bill [William Powell]. Autrement, je n'existais pas »,,. Elle joue dans deux comédies : Deux sœurs vivaient en paix avec Cary Grant et Shirley Temple, Un million clé en main, toujours avec Cary Grant, et un western avec Robert Mitchum : Le Poney rouge qui est son premier film en couleurs et celui du cinéaste Lewis Milestone. Deux sœurs vivaient en paix lui permet de jouer pour la première fois dans un film indépendant tourné dans une atmosphère marquée par le Maccarthysme,.
Pour faire face au Comité des activités anti-américaines du sénateur Joseph McCarthy, elle co-fonde le Comité pour le premier amendement (donc en faveur de la liberté d'expression), avec Philip Dunne, John Huston et William Wyler qui lui rendent visite durant le tournage de Un million clé en main. Elle leur fait un don de 1000 dollars pour financer la constitution du comité ,. Accusée par un reporter à Hollywood d'éprouver de la sympathie pour le communisme, elle l'attaque en justice pour diffamation et obtient gain de cause. Cet âge dangereux est sa seule prestation produite par une compagnie étrangère dans un rôle dramatique autour de l'adultère, écrit par Gene Markey dont elle est désormais séparée,,.

### Les années 1950 et la fin de carrière

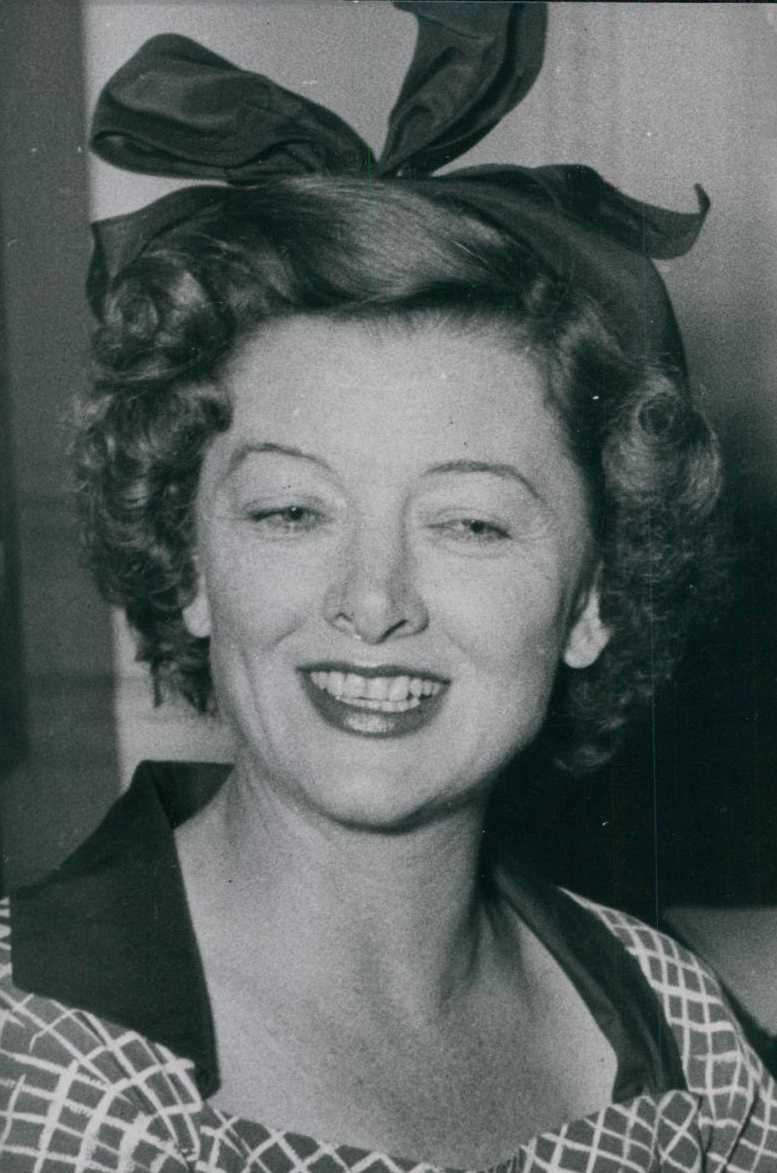
1950 : troisième divorce. Désir de vivre en couple avec Spencer Tracy. Loy espérait encore être mariée à l'homme de sa vie, en vain.

En août 1950, son divorce avec Gene Markey est prononcé à Mexico. Déclarant initialement avoir été victime de sa « cruauté mentale », elle se rétracte par la suite, déclarant à son propos : « Il pouvait faire croire à une femme de ménage qu'elle était une reine et il pouvait faire croire à une reine qu'elle était la reine des reines » ,. Sa carrière cinématographique devient plus épisodique, prise qu'elle est par son engagement politique. De 1950 à 1980, elle ne joue que dans 11 films. Ainsi, elle devient membre de l’UNESCO de 1949 à 1954, devenant la première actrice à l'intégrer, puis elle travaille également auprès du Comité national contre la violence aux femmes et objecte que les Noirs devaient cesser d’être employés dans des rôles de domestiques, reprenant ainsi une déclaration qu'elle avait faite dans les années 30 ,,. Elle s'éloigne également du cinéma pour des prestations théâtrales et télévisuelles, n'y revenant que sporadiquement. Dans l'impossibilité de s'engager dans une relation amoureuse sérieuse et définitive avec Spencer Tracy qui préfère rester avec Katharine Hepburn - affectant une nouvelle fois Myrna Loy qui espérait jusqu'au bout renouer avec lui - jusqu'à sa mort en 1967, elle s'engage dans un quatrième mariage en 1951 avec un haut fonctionnaire de l'ONU, Howland H. Sargeant, également Secrétaire d'État adjoint aux affaires publiques, issu du presbytérianisme, également président de Radio Liberty, qui souhaite en vain une union à l'église,,,,,,. Mariage qui aboutit à un nouveau divorce en 1959. Marquée par ce nouvel échec dans sa vie sentimentale, elle traverse une période de dépression. À la suite de ce quatrième divorce, Myrna Loy ne se remariera plus et surmontera sa dépression en poursuivant ses engagements politiques et humanitaires.

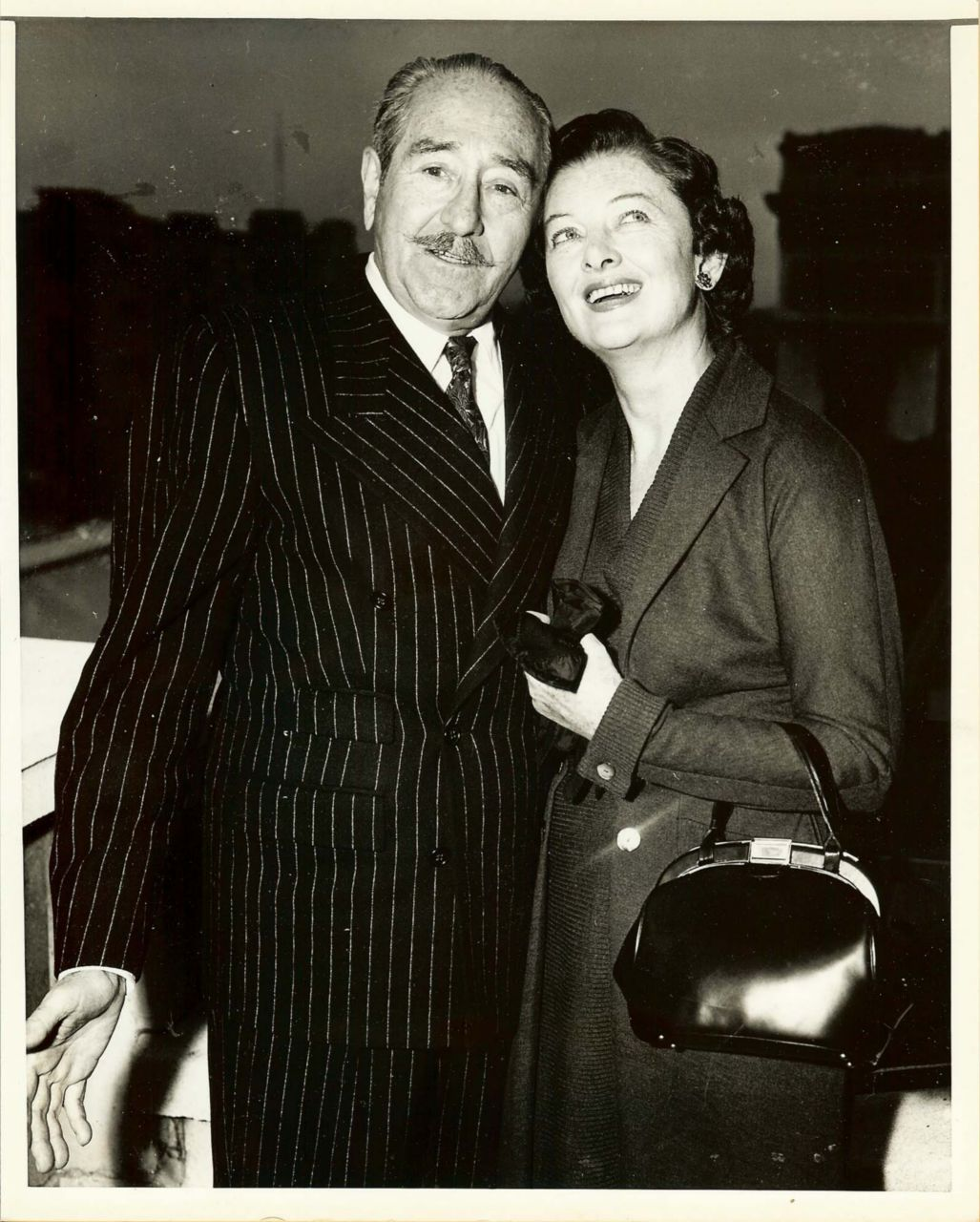
Adolphe Menjou et Myrna Loy dans La Fille de l'ambassadeur (1956), une comédie romantique.

Elle s'installe définitivement à New York dans la 74e Avenue située à Manhattan. Affichant ses convictions démocrates, elle fait campagne en faveur de John Fitzgerald Kennedy, critiquant ouvertement Richard Nixon qu'elle considère comme un homme sans scrupules ,. Elle s'implique dans les années 60 dans la défense des droits civiques des Afro-Américains ,. Parmi ses apparitions au cinéma à cette période, deux comédies : Treize à la douzaine avec Clifton Webb et Six filles cherchent un mari. Deux films qui lui permettent d'interpréter le rôle de la psychologue et ingénieure américaine Lillian Moller Gilbreth et qui remportent un succès considérable, 4,3 millions de dollars de recettes pour le premier film et 2 millions pour le deuxième ,,,. Une comédie romantique La Fille de l'ambassadeur tourné intégralement en France au studio Franstudio à Joinville-le-pont dans le Val-de-Marne, puis un drame Cœurs brisés (Lonelyhearts) avec Montgomery Clift, l'un de ses plus grands admirateurs, avec lequel elle se lie d'amitié. Après Piège à minuit en 1960, une incursion dans le thriller, elle doit attendre neuf ans avant de jouer dans un autre film : Folies d'avril (1969) aux côtés de l'actrice française Catherine Deneuve. Entretemps, elle reçoit en 1965, le Prix Sarah-Siddons pour ses prestations au Théâtre de Chicago et se produit dans la pièce Barefoot in the Park à Denver ,. Elle joue dans un épisode de la série Le Virginien en 1967. Elle fait une apparition dans un épisode de la série Columbo en 1972 et une autre dans la série L'Homme de fer l'année suivante. En 1974, elle accepte de jouer le rôle d'une actrice alcoolique dans le film catastrophe 747 en péril à la suite du refus de Joan Crawford . Just Tell Me What You Want réalisé en 1980 par Sidney Lumet est son dernier film au cinéma. En 1975, les médecins lui diagnostiquent un cancer du sein qui la contraint à subir un traitement et une mastectomie. Elle achève sa carrière au théâtre par une dernière tournée en 1978 avec la pièce Relatively Speaking d'Alan Ayckbourn. Sa dernière apparition comme actrice a lieu dans le téléfilm Summer Solstice, aux côtés d'Henry Fonda qui joue également son dernier rôle. Elle achève ainsi une longue carrière de 56 ans,. Elle reste engagée en politique en critiquant notamment l'action du Président Ronald Reagan.
En janvier 1985, elle reçoit un hommage de la part de l'Academy of Motion Picture Arts and Sciences au Carnegie Hall de New York devant près de 2800 invités. En 1987, elle publie son autobiographie Myrna Loy, Being and Becoming, puis se voit attribuer le Kennedy Center Honors en 1988 pour sa contribution à la culture américaine avant de recevoir en 1991, un Oscar d’honneur pour l’ensemble de sa carrière grâce à une intense campagne de sensibilisation de la part de la Writers Guild of America et certains de ses amis comme Harold Russell, Roddy McDowall et Sidney Sheldon. Acceptant une équipe de télévision chez elle à New York, elle prononce ses dernières paroles à l'écran : « Vous m'avez rendue heureuse. Je vous remercie beaucoup. » Elle meurt en décembre 1993, pendant une opération chirurgicale, à l'hôpital Lenox Hill de New York. Son corps est incinéré dans la même ville avant que ses cendres soient enterrées à Helena dans le Montana. En 2009, le Guardian la classe parmi les meilleures actrices n'ayant jamais remporté un Oscar durant leur activité.

## Mariages
- 1936-1942 : Arthur Hornblow Jr., producteur (divorce)
- 1942-1944 : John Hertz Jr. de la famille Hertz (divorce)
- 1946-1950 : Gene Markey (en), producteur et scénariste (divorce)
- 1951-1960 : Howland H. Sergeant (en), délégué de l'UNESCO (divorce)

## Liaison amoureuse et rumeurs

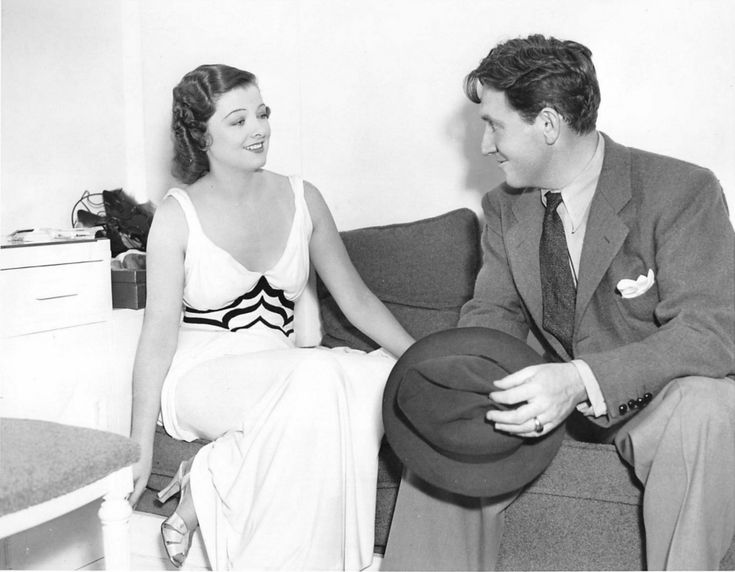
Rencontre intime entre Myrna Loy et son amant Spencer Tracy durant le tournage de Man Proof (1937)

- Myrna Loy a eu, dans le plus grand secret, une liaison avec Spencer Tracy pendant le tournage de On a volé les perles Koronoff en 1935 et, un an plus tard, pendant celui d'Une fine mouche. Pour éviter tout scandale, qui aurait pu lui nuire alors qu'elle jouissait d'une bonne réputation à Hollywood, elle réussit à cacher pendant de longues années cette liaison, qui n'a été révélée qu'après sa mort[156],[58]. Loy a toutefois été confrontée à l'alcoolisme et au caractère brutal de son amant, qui occasionnèrent des disputes[157].
- Elle fut brièvement et secrètement la maîtresse du flambeur Titanic Thompson (en) au début des années 1930[158],[159]. Thompson affirma qu'après avoir couché avec Myrna Loy dans un hôtel, il avait repris la route avec elle et avait eu un accident au volant de sa Pierce-Arrow. L'actrice s'en sortit indemne mais le flambeur eut une légère blessure à la tête[160].
- Rumeurs d'une liaison avec Leslie Howard durant le tournage de The Animal Kingdom en 1932. Les deux acteurs ont toujours nié avoir eu une liaison mais un documentaire réalisé récemment sur l'acteur britannique le montre en train de flirter ouvertement avec l'actrice[161].
- Il y eut des rumeurs de relations homosexuelles avec des actrices comme Elissa Landi pendant le tournage de Body and Soul en 1931, où figurait Humphrey Bogart[162]. À son propos, Spencer Tracy confia à son ami Garson Kanin sa crainte que Katharine Hepburn — également bisexuelle — n'en profite. Il lui déclara « avoir guéri Myrna de son lesbianisme », prétendant avoir enchaîné ses étreintes avec Myrna Loy jusqu'à ce que cette dernière se débarrasse de ses prétendus penchants bisexuels[163].
- Myrna Loy, selon d'autres rumeurs, aurait également eu une liaison avec Juan Torena, un ancien footballeur devenu acteur[164].

## Divers
- Elle fut victime de violence conjugale de la part de John Hertz Jr. Elle récolta un hématome qui l'obligea à ajourner sa rencontre avec Eleanor Roosevelt[165]. Hertz Jr. mit la pression sur Myrna Loy pour qu'elle se consacre au foyer[166]. Elle évoqua également une dispute avec Spencer Tracy, fortement alcoolisé, qu'elle avait reçu dans sa chambre d'hôtel du St. Regis une nuit pendant le tournage de Tortilla Flat. Myrna Loy dira avoir subi des violences de la part de celui-ci avant qu'il ne brise une tasse[85].
- Lorsque les journalistes lui rapportèrent la mort de John Dillinger, Myrna Loy, sur le point de se laisser approcher par le gangster dans la clandestinité, leur lâchera : « Oh, le pauvre homme. » Par la suite, elle manifesta sa désapprobation lorsque les producteurs de L'Ennemi public n° 1 exploitèrent sa mort pour faire la promotion du film[167],[168].
- Elle fait partie des membres fondateurs du The American Place Theatre (en)[4], destiné à soutenir les nouveaux talents.
- Lors d'une interview donnée à la télévision en 1970, elle affirma appartenir à l'église méthodiste[169].
- Clark Gable et Myrna Loy reçurent respectivement, en 1937, le titre honorifique de Roi et Reine d'Hollywood[170].

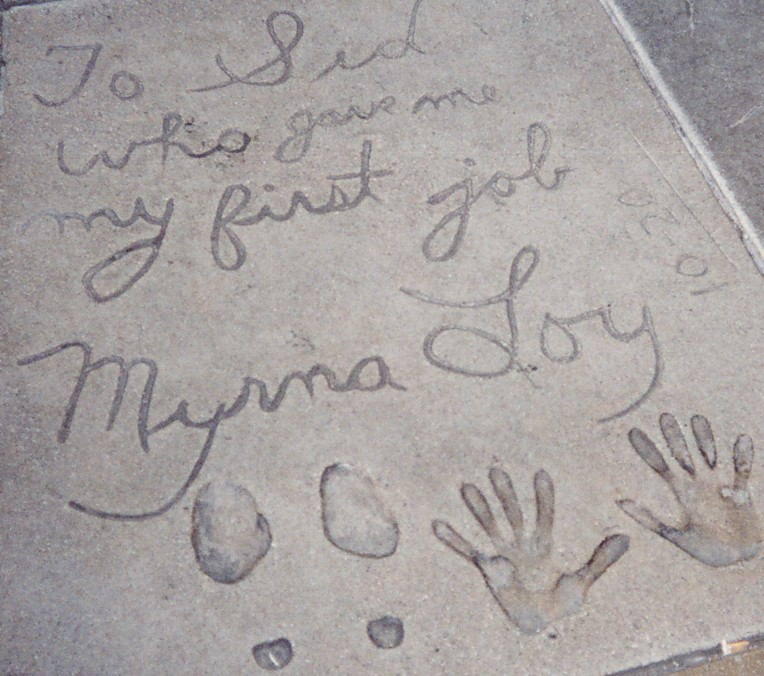
Empreintes de Myrna Loy au Grauman's Chinese Theatre à Hollywood.

- Elle a laissé ses empreintes sur le parvis du Grauman's Chinese Theatre de Hollywood.
- Elle a une étoile à son nom sur le Hollywood Walk of Fame (trottoir des célébrités).
- Son nom fit l'objet d'une chanson interprétée par le groupe Minus 5[171].
- Le chanteur Josh Ritter lui consacre une chanson intitulée Myrna Loy dans son album Gathering[172].
- Parmi ses nombreux surnoms : Minnie, donné par l'acteur William Powell.
- Le groupe de rock Steel Pole Bath Tub, originaire du Montana, à l'occasion de la sortie de son album Tulip (1991) lui consacre une chanson intilulée Myrna Loy dans laquelle figurent des dialogues extraits du film l'ombre de l'introuvable (1945)[173].
- Un des immeubles des Studios Sony Pictures porte son nom[174].
- La ville d'Helena dans le Montana a créé une salle de spectacles qui porte son nom, le Myrna Loy Center[175],[176]

### Cinéma

#### Années 1920

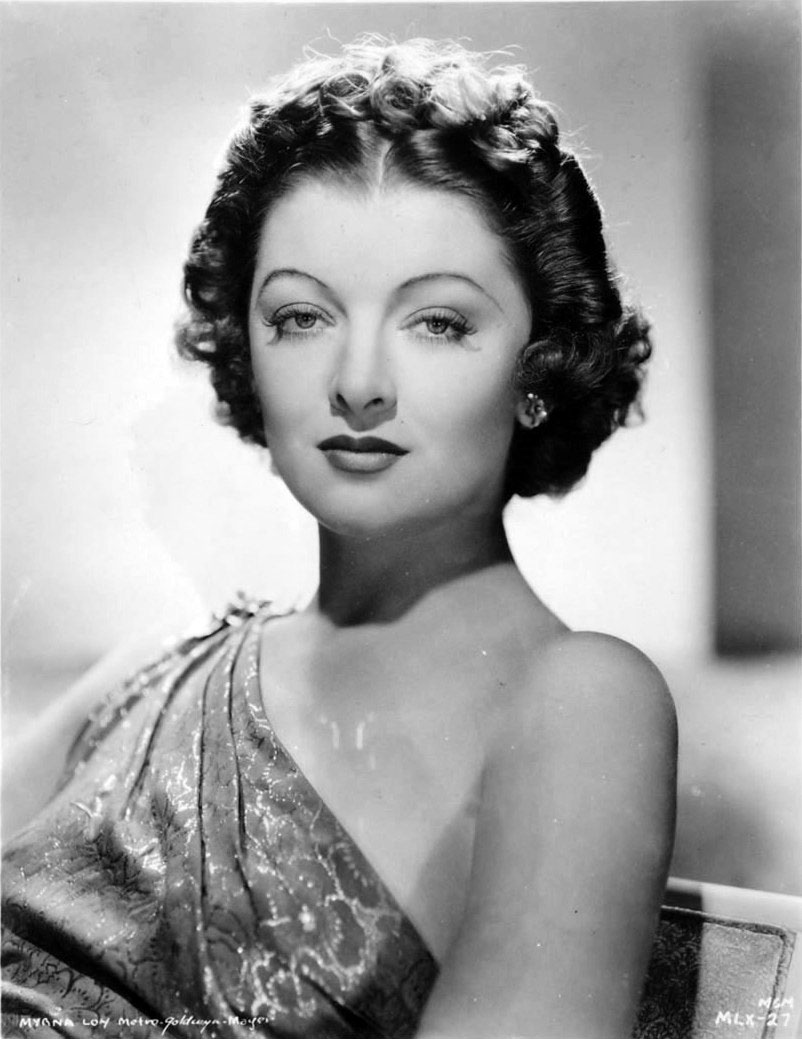
Portrait publicitaire de Myrna Loy pour la Metro-Goldwyn-Mayer

- 1925 : What Price Beauty? (it) de Tom Buckingham : une vamp
- 1925 : Le Fils prodigue (The Wanderer) de Raoul Walsh : une fille lors de la fête
- 1925 : Les Feux de la rampe (Pretty Ladies) de Monta Bell : non créditée
- 1925 : Sporting Life de Maurice Tourneur : une Chorus Girl
- 1925 : Ben-Hur: A Tale of the Christ de Fred Niblo : une hédoniste
- 1926 : Pourvu que ça dure (The Caveman) de Lewis Milestone : une femme de ménage
- 1926 : The Love Toy d'Erle C. Kenton
- 1926 : Why Girls Go Back Home de James Flood : Sally Short
- 1926 : la Voie facile (The Gilded Highway) de J. Stuart Blackton : Inez Quartz
- 1926 : The Exquisite Sinner de Josef von Sternberg et Phil Rosen : la statue vivante
- 1926 : Les Surprises de la TSF (So This is Paris) d'Ernst Lubitsch : une femme de ménage
- 1926 : Don Juan d'Alan Crosland : Mai, la femme qui attend
- 1926 : Marquita l'espionne (Across the Pacific) de Roy Del Ruth : Roma
- 1926 : Fille de cirque (en) (The Third Degree) de Michael Curtiz
- 1927 : Finger Prints de Lloyd Bacon : une vamp
- 1927 : Le Roman de Manon (When a Man Loves) d'Alan Crosland : une détenue
- 1927 : Bitter Apples de Harry O. Hoyt : Belinda White
- 1927 : The Climbers de Paul Stein : la comtesse Veya
- 1927 : Simple Sis de Herman C. Raymaker : Edith Van
- 1927 : The Heart of Maryland de Lloyd Bacon : Mulatta
- 1927 : A Sailor's Sweetheart de Lloyd Bacon : Claudette Ralston
- 1927 : Le Chanteur de jazz (The Jazz Singer) d'Alan Crosland : une Chorus girl
- 1927 : Minuit à Chicago (The Girl from Chicago) de Ray Enright : Mary Carlton
- 1927 : Coquin de briquet (If I Were Single) de Roy Del Ruth : Joan Whitley
- 1927 : Ham and Eggs at the Front de Roy Del Ruth : Fifi
- 1928 : Beware of Married Men de Archie Mayo : Juanita Sheldon
- 1928 : Une fille dans chaque port (A Girl in Every Port) de Howard Hawks : une femme en Chine
- 1928 : Turn Back the Hours de Howard Brethert : Tiza Torreon
- 1928 : The Crimson City (La Taverne rouge) de Archie Mayo : Isobel / Sadie
- 1928 : Pay as You Enter de Lloyd Bacon : Yvonne De Russo
- 1928 : State Street Sadie (en) de Archie Mayo : Isobel
- 1928 : Taxi de minuit (The Midnight Taxi) de John G. Adolfi : Gertie Fairfax
- 1928 : L'Arche de Noé (Noah's Ark) de Michael Curtiz : une danseuse / une esclave
- 1929 : Fancy Baggage de John G. Adolfi : Myrna
- 1929 : L'Intrépide Rose (en) (Hardboiled Rose) de F. Harmon Weight : Rose Duhamel
- 1929 : Le Chant du désert (The Desert Song) de Roy Del Ruth : Azuri
- 1929 : La Garde noire (The Black Watch) de John Ford : Yasmani
- 1929 : Tempête (The Squall) d'Alexander Korda : Nubi
- 1929 : The Great Divide de Reginald Barker : Manuella
- 1929 : Evidence (en) de John G. Adolfi : Native Girl
- 1929 : The Show of Shows de John G. Adolfi : apparition pendant les segments Florodora Boys, Believe Me et Chinese Fantasy

#### Années 1930

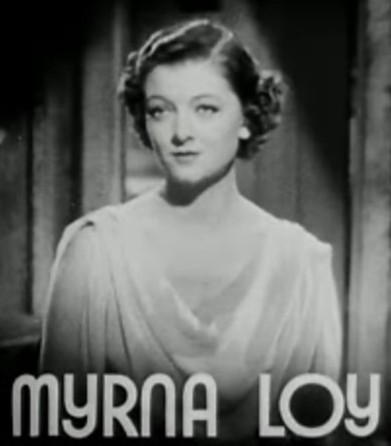
Petticoat Fever (1936)

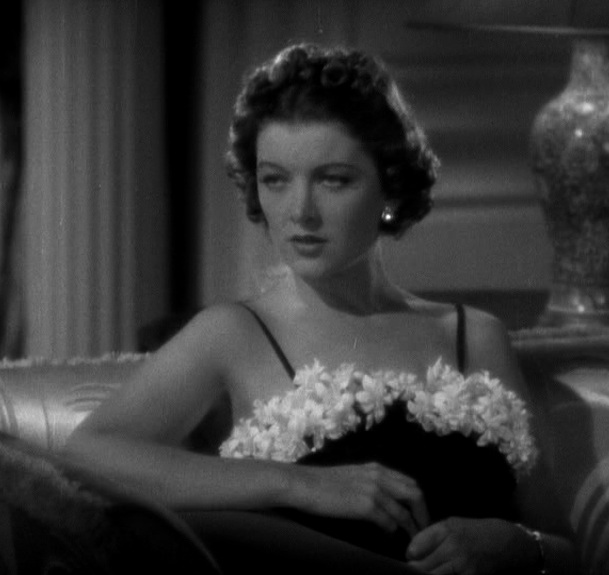
Une fine mouche (1936)

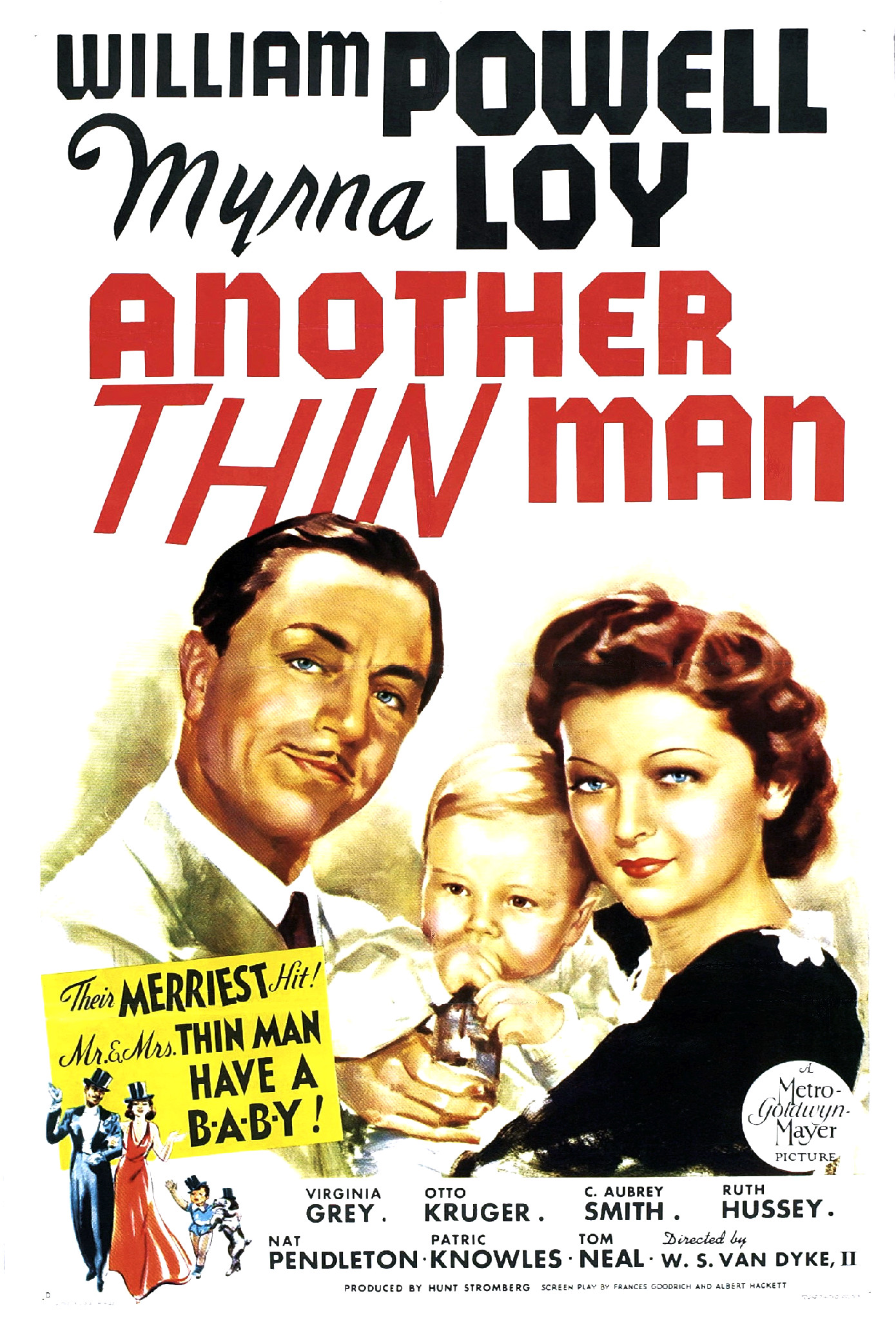
Nick joue et gagne (1939)

- 1930 : L'Homme aux camées (Cameo Kirby) d'Irving Cummings : Lea
- 1930 : Isle of Escape (en) de Howard Bretherton : Moira
- 1930 : Sous le ciel du Texas (Under a Texas Moon) de Michael Curtiz : Lolita Romero
- 1930 : Cock o' the Walk de Walter Lang et Roy William Neill : Narita
- 1930 : La Fiancée du régiment (Bride of the Regiment) de John Francis Dillon : Sophie
- 1930 : Le Dernier des Duane (The Last of the Duanes) d'Alfred L. Werker : la femme de Bland
- 1930 : The Jazz Cinderella de Scott Pembroke : Mildred Vane
- 1930 : The Bad Man de Clarence G. Badger
- 1930 : Les Renégats (Renegades) de Victor Fleming : Eleanore
- 1930 : Vingt-et-un ans (The Truth About Youth) de William A. Seiter : Kara, la luciole
- 1930 : Rogue of the Rio Grande de Spencer Gordon Bennet : Carmita
- 1930 : The Devil to Pay! de George Fitzmaurice : Mary Crayle
- 1931 : The Naughty Flirt d'Edward F. Cline : Linda Gregory
- 1931 : Body and Soul d'Alfred Santell : Alice Lester
- 1931 : Le Fils de l'oncle Sam chez nos aïeux (A Connecticut Yankee) de David Butler : la Fée Morgane
- 1931 : Hush Money (en) de Sidney Lanfield : Flo Curtis
- 1931 : Rebound de Edward H. Griffith : Evie Lawrence
- 1931 : Transatlantic de William K. Howard : Kay Graham
- 1931 : Skyline de Sam Taylor : Paula Lambert
- 1931 : Consolation Marriage de Paul Sloane : Elaine Brandon
- 1931 : Arrowsmith, de John Ford : Joyce Lanyon
- 1932 : Mes petits (Emma) de Clarence Brown : la comtesse Isabelle 'Izzy' Smith Marlin
- 1932 : Vanity Fair de Chester M. Franklin : Becky Sharp
- 1932 : The Wet Parade de Victor Fleming : Eileen Pinchon
- 1932 : The Woman in Room 13 d'Henry King : Sari Loder
- 1932 : New Morals for Old (en) de Charles Brabin : Myra
- 1932 : Aimez-moi ce soir (Love Me Tonight) de Rouben Mamoulian : la comtesse Valentine
- 1932 : Treize femmes (Thirteen Women) de George Archainbaud : Ursula Georgi
- 1932 : Le Masque d'or (The Mask of Fu Manchu) de Charles Brabin : Fah Lo See
- 1932 : The Animal Kingdom de Edward H. Griffith : Cecilia 'Cee' Henry Collier
- 1933 : Topaze de Harry d'Abbadie d'Arrast : Coco
- 1933 : Le Chant du Nil (The Barbarian) de Sam Wood : Diana 'Di' Standing
- 1933 : Mais une femme troubla la fête (When Ladies Meet) de Harry Beaumont : Mary Howard
- 1933 : Penthouse  de W. S. Van Dyke : Gertie Waxted
- 1933 : Vol de nuit (Night Flight) de Clarence Brown : la femme du pilote brésilien
- 1933 : Un cœur, deux poings (The Prizefighter and the Lady) de W. S. Van Dyke : Belle Mercer Morgan
- 1934 : Les Hommes en blanc (Men in White) de Richard Boleslawski : Laura Hudson
- 1934 : L'Ennemi public n° 1 (Manhattan Melodrama) de W. S. Van Dyke : Eleanor Packer
- 1934 : L'Introuvable (The Thin Man) de W.S. Van Dyke : Nora Charles
- 1934 : L'Espionne Fräulein Doktor (Stamboul Quest) de Sam Wood : Annemarie, alias Fräulein Doktor et Helena Bohlen
- 1934 : Le Témoin imprévu (Evelyn Prentice) de William K. Howard : Evelyn Prentice
- 1934 : La Course de Broadway Bill (Broadway Bill) de Frank Capra : Alice Higgins
- 1935 : Les Ailes dans l'ombre (Wings in the Dark) de James Flood : Sheila Mason
- 1935 : On a volé les perles Koronoff (Whipsaw) de Sam Wood : Vivian Palmer
- 1936 : Sa femme et sa secrétaire (Wife versus Secretary) de Clarence Brown : Linda Stanhope
- 1936 : Une femme qui tombe du ciel (Petticoat Fever) de George Fitzmaurice : Irene Campton
- 1936 : Le Grand Ziegfeld (The Great Ziegfeld) de Robert Z. Leonard : Billie Burke
- 1936 : Dix ans de mariage (To Mary - with Love) de John Cromwell : Mary Wallace
- 1936 : Une fine mouche (Libeled Lady) de Jack Conway : Connie Allenbury
- 1936 : Nick, gentleman détective (After the thin Man) de W. S. Van Dyke : Nora Charles
- 1937 : La Vie privée du tribun (Parnell) de John M. Stahl : Katie O'Shea
- 1937 : Mariage double (Double Wedding) de Richard Thorpe : Margit 'Baby' Agnew
- 1938 : Man-Proof de Richard Thorpe : Mimi Swift
- 1938 : Pilote d'essai (Test Pilot) de Victor Fleming : Ann Barton
- 1938 : Un Envoyé très spécial (Too Hot to Handle) de Jack Conway : Alma Harding
- 1939 : Lucky Night de Norman Taurog : Cora Jordan Overton
- 1939 : La Mousson (The Rains Came) de Clarence Brown : Lady Edwina Esketh
- 1939 : Nick joue et gagne (Another Thin Man) de W. S. Van Dyke : Nora Charles

#### Années 1940

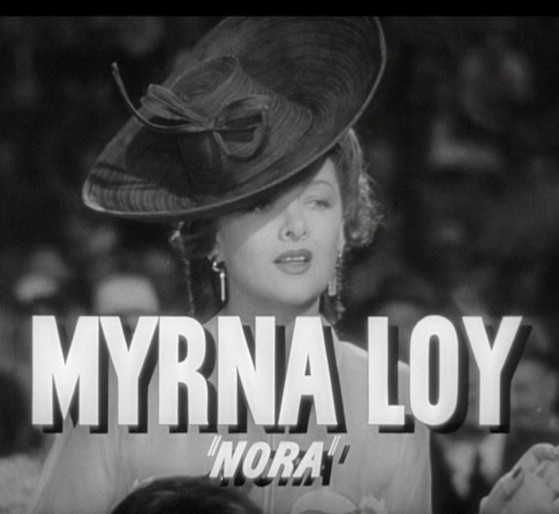
Myrna Loy dans le rôle de Nora Charles dans Shadow of the Thin Man (1941)

- 1940 : Monsieur Wilson perd la tête (I Love You Again) de W.S. Van Dyke : Katherine 'Kay' Wilson
- 1940 : Third Finger, Left Hand de Robert Z. Leonard : Margot Sherwood Merrick
- 1941 : Folie Douce (Love Crazy) de Jack Conway : Susan Ireland
- 1941 : L'Ombre de l'Introuvable (Shadow of the Thin Man) de W. S. Van Dyke : Nora Charles
- 1945 : L'introuvable rentre chez lui (The Thin Man Goes Home) de Richard Thorpe : Nora Charles
- 1946 : Ainsi va mon cœur (So Goes My Love) de Frank Ryan : Jane
- 1946 : Les Plus Belles Années de notre vie (The Best Years of Our Lives) de William Wyler : Milly Stephenson
- 1947 : Deux sœurs vivaient en paix (The Bachelor and the Bobby-Soxer) de Irving Reis : le juge Margaret Turner
- 1947 : Meurtre en musique (Song of the Thin Man) de Edward Buzzell : Nora Charles
- 1947 : The Senator Was Indiscreet (en) de George S. Kaufman : Cameo (Mrs Ashton)
- 1948 : Un million clé en main (Mr. Blandings Builds His Dream House) de H. C. Potter : Muriel Blandings
- 1949 : Le Poney rouge (The Red Pony) de Lewis Milestone : Alice Tiflin
- 1949 : Cet âge dangereux (That Dangerous Age) de Gregory Ratoff : Lady Cathy Brooke

#### Années 1950
- 1950 : Treize à la douzaine (Cheaper by the Dozen) de Walter Lang : Lillian Gilbreth
- 1952 : Six filles cherchent un mari (Belles on Their Toes) de Henry Levin : Lillian Gilbreth
- 1956 : La Fille de l'ambassadeur (The Ambassador's Daughter) de Norman Krasna : Mme Cartwright
- 1958 : Cœurs brisés (Lonelyhearts) de Vincent J. Donehue : Florence Shrike
- 1959 : Meet Me in St. Louis de George Schaefer (TV) : Mme Smith

#### Années 1960 à 1980
- 1960 : Du haut de la terrasse (From the Terrace) de Mark Robson : Martha Eaton
- 1960 : Piège à minuit (Midnight Lace) de David Miller : Beatrice ('tante Bea') Corman
- 1969 : Folies d'avril (The April Fools) de Stuart Rosenberg : Grace Greenlaw
- 1974 : 747 en péril (Airport 1975) de Jack Smight : Mme Devaney
- 1978 : Suicidez-moi docteur (The End) de Burt Reynolds : Maureen Lawson
- 1980 : Just tell me what you want de Sidney Lumet : Stella Liberti

### Télévision
- 1955-1957 : General Electric Theater (série TV)
- 1957 : Schlitz Playhouse of Stars (série TV)
- 1959 : Meet Me in St. Louis de George Schaefer (téléfilm) : Mrs Smith
- 1960 : The DuPont Show with June Allyson (série TV)
- 1967 : Cher oncle Bill (série TV)
- 1967 : Le Virginien (série TV)
- 1971 : Death Takes a Holiday de Robert Butler (téléfilm) : Selena Chapman
- 1971 : Do Not Fold, Spindle, or Mutilate de Ted Post (téléfilm) : Evelyn Tryon
- 1972 : Columbo : Symphonie en noir (Étude in black) (série TV) : Lizzy Fielding
- 1972 : The Couple Takes a Wife de Jerry Paris (téléfilm) : Mme Flanagan (mère)
- 1973 : L'Homme de fer (série TV)
- 1974 : Indict and Convict de Boris Sagal (téléfilm) : juge Christine Tayloy
- 1974 : Panique dans l'ascenseur (The Elevator) de Jerry Jameson (téléfilm) : Amanda Kenyon
- 1977 : It Happened at Lakewood Manor de Robert Scheerer (téléfilm) : Ethel Adams
- 1977 : Les Fourmis (téléfilm)
- 1981 : Summer Solstice de Ralph Rosenblum (téléfilm) : Margaret Turner
- 1982 : Love, Sidney (série tv)

## Théâtre
- 1973 : The Women (play) (en) par Clare Boothe Luce, au 46th Street Theatre de New York[177],[178].

## Publications
- (en) James Kotsilibas-Davis, Myrna Loy, Myrna Loy, Being and Becoming, Knopf éditions New York, 1987  (ISBN 1556111010 et 978-1556111013)

## Distinctions
- Prix Sarah-Siddons 1965
- 1979 : prix pour l'ensemble de la carrière au NBR - National Board of Review.
- 1983 : prix pour l'ensemble de la carrière aux Los Angeles Film Critics Association Awards.
- 1991 : Oscar d'honneur pour l'ensemble de la carrière décerné par l'AMPAS - Academy of Motion Picture Arts and Sciences